# Enrique Vera
Enrique Daniel Vera Torres, noto solo come Enrique Vera (Asunción, 10 marzo 1979), è un ex calciatore paraguaiano, di ruolo centrocampista.

## Palmarès

### Club

#### Competizioni nazionali
- Campionato ecuadoriano: 1

LDU Quito: 2007

#### Competizioni internazionali
- Coppa Libertadores: 1

LDU Quito: 2008
- Recopa Sudamericana: 1

LDU Quito: 2009